# Демба Ба
Демба́ Ба (фр. Demba Ba; нар. 25 травня 1985 року, Севр, Франція) — сенегальський футболіст, що грав на позиції нападника.
Виступав, зокрема, за клуби «Гоффенгайм 1899» та «Ньюкасл Юнайтед», а також національну збірну Сенегалу.
Дворазовий чемпіон Туреччини. Переможець Другої Бундесліги в 2008 році.

## Клубна кар'єра
Народився 25 травня 1985 року в місті Севр. Вихованець юнацьких команд футбольних клубів «Порт Отоном», «Фрілез» і «Монруж».
У дорослому футболі дебютував 2005 року виступами за команду «Руан», в якій провів один сезон, взявши участь у 26 матчах чемпіонату.
Протягом 2006—2007 років захищав кольори клубу «Мускрон».
Своєю грою за останню команду привернув увагу представників тренерського штабу клубу «Гоффенгайм 1899», до складу якого приєднався влітку 2007 року. Відіграв за гоффенгаймський клуб наступні чотири сезони своєї ігрової кар'єри. Більшість часу, проведеного у складі «Гоффенгайма», був основним гравцем атакувальної ланки команди. У складі «Гоффенгайма» був одним з головних бомбардирів команди, маючи середню результативність на рівні 0,38 гола за гру першості.
Протягом першої половини 2011 року захищав кольори клубу «Вест Гем Юнайтед».
Влітку 2011 року уклав контракт з клубом «Ньюкасл Юнайтед», у складі якого провів наступні два роки своєї кар'єри гравця. Граючи у складі «Ньюкасл Юнайтед» також здебільшого виходив на поле в основному складі команди. В новому клубі був серед найкращих голеодорів, відзначаючись забитим голом в середньому щонайменше у кожній третій грі чемпіонату.
Згодом з 2013 по 2021 рік грав у складі команд «Челсі», «Бешикташ», «Шанхай Шеньхуа», «Бешикташ», «Шанхай Шеньхуа», «Гезтепе», «Шанхай Шеньхуа» та «Істанбул ББ».
19 червня 2021 року Ба підписав річний контракт із швейцарським клубом «Лугано». Однак менш ніж через три місяці, 13 вересня, Ба оголосив, про завершення кар'єри.

## Виступи за збірну
2007 року дебютував в офіційних матчах у складі національної збірної Сенегалу.
У складі збірної був учасником Кубка африканських націй 2012 року у Габоні та Екваторіальній Гвінеї.
Загалом протягом кар'єри у національній команді, яка тривала 9 років, провів у її формі 22 матчі, забивши 4 голи.

## Статистика виступів

### Статистика клубних виступів
| Сезон                       | Команда                     | Чемпіонат                   | Чемпіонат | Чемпіонат | Національний кубок | Національний кубок | Національний кубок | Континентальні кубки | Континентальні кубки | Континентальні кубки | Інші змагання | Інші змагання | Інші змагання | Усього | Усього |
| Сезон                       | Команда                     | Ліга                        | Ігор      | Голів     | Ліга               | Ігор               | Голів              | Ліга                 | Ігор                 | Голів                | Ліга          | Ігор          | Голів         | Ігор   | Голів  |
| --------------------------- | --------------------------- | --------------------------- | --------- | --------- | ------------------ | ------------------ | ------------------ | -------------------- | -------------------- | -------------------- | ------------- | ------------- | ------------- | ------ | ------ |
| 2005–06                     | «Руан»                      | Д4                          | 26        | 22        | -                  | -                  | -                  | -                    | -                    | -                    | -             | -             | -             | 26     | 22     |
| 2006–07                     | «Мускрон»                   | Д1                          | 10        | 8         | КБ                 | 0                  | 0                  | -                    | -                    | -                    | -             | -             | -             | 10     | 8      |
| серп. 2007                  | «Мускрон»                   | Д1                          | 2         | 0         | КБ                 | 0                  | 0                  | -                    | -                    | -                    | -             | -             | -             | 2      | 0      |
| Усього за «Мускрон»         | Усього за «Мускрон»         | Усього за «Мускрон»         | 12        | 8         |                    | 0                  | 0                  |                      | -                    | -                    |               | -             | -             | 12     | 8      |
| 2007–08                     | «Гоффенгайм 1899»           | 2БЛ                         | 30        | 12        | КН                 | 3                  | 0                  | -                    | -                    | -                    | -             | -             | -             | 33     | 12     |
| 2008–09                     | «Гоффенгайм 1899»           | БЛ                          | 33        | 14        | КН                 | 2                  | 0                  | -                    | -                    | -                    | -             | -             | -             | 35     | 14     |
| 2009–10                     | «Гоффенгайм 1899»           | БЛ                          | 17        | 5         | КН                 | 1                  | 0                  | -                    | -                    | -                    | -             | -             | -             | 18     | 5      |
| 2010-січ. 2011              | «Гоффенгайм 1899»           | БЛ                          | 17        | 6         | КН                 | 3                  | 3                  | -                    | -                    | -                    | -             | -             | -             | 20     | 9      |
| Усього за «Гоффенгайм 1899» | Усього за «Гоффенгайм 1899» | Усього за «Гоффенгайм 1899» | 97        | 37        |                    | 9                  | 3                  |                      | -                    | -                    |               | -             | -             | 106    | 40     |
| січ.-черв. 2011             | «Вест Гем Юнайтед»          | ПЛ                          | 12        | 7         | КА+КЛ              | 1+0                | 0                  | -                    | -                    | -                    | -             | -             | -             | 13     | 7      |
| 2011–12                     | «Ньюкасл Юнайтед»           | ПЛ                          | 34        | 16        | КА+КЛ              | 0+2                | 0                  | -                    | -                    | -                    | -             | -             | -             | 36     | 16     |
| 2012-січ. 2013              | «Ньюкасл Юнайтед»           | ПЛ                          | 20        | 13        | КА+КЛ              | 0                  | 0                  | ЛЄ                   | 2                    | 0                    | -             | -             | -             | 22     | 13     |
| Усього за «Ньюкасл Юнайтед» | Усього за «Ньюкасл Юнайтед» | Усього за «Ньюкасл Юнайтед» | 54        | 29        |                    | 2                  | 0                  |                      | 2                    | 0                    |               | -             | -             | 58     | 29     |
| січ.-черв. 2013             | «Челсі»                     | ПЛ                          | 14        | 2         | КА+КЛ              | 6+2                | 4+0                | ЛЄ                   | 0                    | 0                    | -             | -             | -             | 22     | 6      |
| 2013–14                     | «Челсі»                     | ПЛ                          | 19        | 5         | КА+КЛ              | 1+3                | 0                  | ЛЧ                   | 6                    | 3                    | СУ            | 0             | 0             | 29     | 8      |
| Усього за «Челсі»           | Усього за «Челсі»           | Усього за «Челсі»           | 33        | 7         |                    | 12                 | 4                  |                      | 6                    | 3                    |               | 0             | 0             | 51     | 14     |
| 2014–15                     | «Бешикташ»                  | СЛ                          | 29        | 18        | КТ                 | 3                  | 1                  | ЛЧ+ЛЄ                | 4+8                  | 3+5                  | -             | -             | -             | 44     | 27     |
| 2015                        | «Шанхай Шеньхуа»            | КСЛ                         | 11        | 6         | КК                 | 5                  | 6                  | -                    | -                    | -                    | -             | -             | -             | 16     | 12     |
| 2016                        | «Шанхай Шеньхуа»            | КСЛ                         | 18        | 14        | КК                 | 3                  | 3                  | -                    | -                    | -                    | -             | -             | -             | 21     | 17     |
| січ.-черв. 2017             | «Бешикташ»                  | СЛ                          | 2         | 1         | КТ                 | 0                  | 0                  | ЛЄ                   | 0                    | 0                    | -             | -             | -             | 2      | 1      |
| Усього за «Бешикташ»        | Усього за «Бешикташ»        | Усього за «Бешикташ»        | 31        | 19        |                    | 3                  | 1                  |                      | 12                   | 8                    |               | -             | -             | 46     | 28     |
| січ.-черв. 2018             | «Гезтепе»                   | СЛ                          | 13        | 7         | КТ                 | 0                  | 0                  | -                    | -                    | -                    | -             | -             | -             | 13     | 7      |
| 2018                        | «Шанхай Шеньхуа»            | КСЛ                         | 17        | 5         | КК                 | 0                  | 0                  | АЛЧ                  | 0                    | 0                    | СК            | -             | -             | 17     | 5      |
| Усього за «Шанхай Шеньхуа»  | Усього за «Шанхай Шеньхуа»  | Усього за «Шанхай Шеньхуа»  | 46        | 25        |                    | 8                  | 9                  |                      | 0                    | 0                    |               | 0             | 0             | 54     | 34     |
| січ.-черв. 2019             | «Істанбул ББ»               | СЛ                          | 5         | 2         | КТ                 | 0                  | 0                  | -                    | -                    | -                    | -             | -             | -             | 5      | 2      |
| 2019–20                     | «Істанбул ББ»               | СЛ                          | 28        | 13        | КТ                 | 4                  | 2                  | ЛЧ+ЛЄ                | 2+7                  | 0                    | -             | -             | -             | 41     | 15     |
| 2020-кві. 2021              | «Істанбул ББ»               | СЛ                          | 26        | 5         | КТ                 | 4                  | 2                  | ЛЧ                   | 6                    | 1                    | СКТ           | 1             | 1             | 37     | 9      |
| Усього за «Істанбул ББ»     | Усього за «Істанбул ББ»     | Усього за «Істанбул ББ»     | 59        | 20        |                    | 8                  | 4                  |                      | 15                   | 1                    |               | 1             | 1             | 83     | 26     |
| лип.-серп. 2021             | «Лугано»                    | СЛ                          | 3         | 0         | КШ                 | 0                  | 0                  | -                    | -                    | -                    | -             | -             | -             | 3      | 0      |
| Усього за кар'єру           | Усього за кар'єру           | Усього за кар'єру           | 386       | 181       |                    | 43                 | 21                 |                      | 35                   | 12                   |               | 1             | 1             | 465    | 215    |

### Статистика виступів за збірну
| Дата       | Місто          | Господарі            | Результат | Гості       | Турнір                                   | Голи | Примітки |
| ---------- | -------------- | -------------------- | --------- | ----------- | ---------------------------------------- | ---- | -------- |
| 2-6-2007   | Додома         | Танзанія             | 1 – 1     | Сенегал     | Відбір до Кубка африканських націй 2008  | 1    |          |
| 10-6-2007  | Блантайр       | Малаві               | 2 – 3     | Сенегал     | товариський матч                         | -    |          |
| 21-8-2007  | Лондон         | Гана                 | 1 – 1     | Сенегал     | товариський матч                         | -    |          |
| 17-11-2007 | Еврі (Ессонн)  | Сенегал              | 3 – 2     | Малі        | товариський матч                         | -    |          |
| 21-11-2007 | Кретей         | Марокко              | 3 – 0     | Сенегал     | товариський матч                         | -    |          |
| 5-9-2009   | Кабінда        | Ангола               | 1 – 1     | Сенегал     | товариський матч                         | -    |          |
| 14-10-2009 | Сеул           | Південна Корея       | 2 – 0     | Сенегал     | товариський матч                         | -    |          |
| 3-3-2010   | Афіни          | Греція               | 0 – 2     | Сенегал     | товариський матч                         | -    | 68'      |
| 9-10-2010  | Дакар          | Сенегал              | 7 – 0     | Маврикій    | Відбір до Кубка африканських націй 2012  | 1    |          |
| 26-3-2011  | Дакар          | Сенегал              | 1 – 0     | Камерун     | Відбір до Кубка африканських націй 2012  | 1    |          |
| 11-11-2011 | Мант-ла-Віль   | Сенегал              | 4 – 1     | Гвінея      | товариський матч                         | -    |          |
| 12-1-2012  | Дакар          | Сенегал              | 1 – 0     | Судан       | товариський матч                         | 1    |          |
| 21-1-2012  | Бата           | Сенегал              | 1 – 2     | Замбія      | Кубок африканських націй 2012 - 1-й етап | -    |          |
| 25-1-2012  | Бата           | Екваторіальна Гвінея | 2 – 1     | Сенегал     | Кубок африканських націй 2012 - 1-й етап | -    |          |
| 29-1-2012  | Бата           | Лівія                | 2 – 1     | Сенегал     | Кубок африканських націй 2012 - 1-й етап | -    |          |
| 13-10-2012 | Дакар          | Сенегал              | 0 – 2     | Кот-д'Івуар | Відбір до Кубка африканських націй 2013  | -    |          |
| 23-3-2013  | Конакрі        | Сенегал              | 1 – 1     | Ангола      | Відбір до ЧС 2014                        | -    |          |
| 5-3-2014   | Сен-Ле-ла-Форе | Сенегал              | 1 – 1     | Малі        | товариський матч                         | -    |          |
| 21-5-2014  | Уагадугу       | Буркіна-Фасо         | 1 – 1     | Сенегал     | товариський матч                         | -    |          |
| 25-5-2014  | Женева         | Сенегал              | 3 – 1     | Косово      | товариський матч                         | -    |          |
| 15-10-2014 | Монастір       | Туніс                | 1 – 0     | Сенегал     | Відбір до Кубка африканських націй 2015  | -    |          |
| 28-3-2015  | Гавр           | Сенегал              | 2 – 1     | Гана        | товариський матч                         | -    | 60'      |
| Усього     |                | Матчів               | 22        |             | Голів                                    | 4    |          |

## Титули і досягнення
- Чемпіон Туреччини (2):

«Бешикташ»: 2016-17
«Істанбул Башакшехір»: 2019-20